# Митарење
Митарење представља процес одбацивања старог и раст новог перја код птица. Ријеч је настала од латинске ријечи „mutare“, што значи „мијењати“, „промијенити“.

## Летење
Перје се временом троши и оштећује, па га је повремено потребно замијенити новим, и то се код различитих врста птица дешава у различитим временским интервалима. У зависности од врсте, птице углавном могу летјети и за вријеме митарења. Разлог томе је што птице углавном никад не остану у потпуности без перја, јер не би могле регулисати тјелесну температуру, чувати се од влаге итд. Постоје, међутим, одређене врсте које не могу летјети за вријеме митарења, и у тим периодима људи их називају „тркачицама“. За то вријеме оне морају наћи добро склониште, гдје имају довољно хране и гдје им је топло.

## Процес митарења
Митарење се углавном одвија у сљедећим фазама:
- Почиње да опада старо перје
- На мјесту тог перја израста паперје
- Док паперје прераста у право перје, остало перје опада и са њим слиједи исти процес

Обично прво почиње да опада перје са врата и главе птице, и како на том мјесту израста ново перје митарење се наставља са грудним дијелом, затим трбушним и завршава се са репним перима.

## Периодичност
Према периоду и трајању, митарење дијелимо на више врста:
- Непрекидно митарење, када птица током цијеле година непрестано помало мијења перје (нпр. папагаји)
- Потпуно митарење, које се одвија једном годишње и када се мијења све перје (нпр. пингвини, домаћа кокошка)
- Дјелимично митарење, које се одвија неколико пута годишње. Код великог броја врста ово се дешава два пута годишње, зими и љети, али код неких врста се дешава и чешће од тога.

Поред наведених врста, митарење се може десити и при одрастању младунца, када расте ново перје, али и због парења, када током лежања на јајима долази до дјелимичне промјене перја.

## Утицај на понашање
Током митарења, примијећено је да су неке птице врло раздражљиве. Због тога је вријеме митарења код ових птица одвојено од времена удварања, парења и лежања на јајима. За то вријеме оне се радо купају и ваљају у пијеску, како би старо перје што прије нестало.

## Примери
| Група               | Митарене ставке | Тајминг                                    | Напомене |
| ------------------- | --------------- | ------------------------------------------ | --- |
| Мачке               | Крзно           | Обично око пролећно-летњег периода         | Мачке лињају крзно око пролећног-летњег периода да би се отарасиле свог „зимског капута”. Мачке имају гушће крзно током хладнијих зимских месеци да би лакше одржавале телесну температуру, а затим око пролећа и лета одбаце део крзна да би добиле тању длаку за топлије летње месеце. Неким мачкама је потребно четкање током митарења, јер се мртве длаке могу заробити у мачјем крзну. |
| Кокошке             | Перје           | Обично јесен (некомерцијалне кокошке).     | Кокошке углавном престају да носе јаја када њихово митарење започне и поново почињу да носе када им ново перје поново израсте. |
| Патке глуваре       | Перје           | Средином лета - почетком јесени            | Након завршетка сезоне парења, већина патака митари своје летно перје. Пошто их перје јарке боје које је корисно у сезони парења чини их подложним грабежљивцима, они га губе митарењем, замењујући га затамњеним перјем које помаже у камуфлажи док им перје не израсте поново, након чега се поново митаре и поново добијају боју за парење.                                              |
| Пси и други каниди  | Крзно           | Полугодишње, пролеће и јесен               | Митарење или лињање код канида, као код свих сисара, последица је флуктуација у количини мелатонина који лучи њихова епифиза као одговор на сезонске варијације сунчеве светлости, а не на температурне варијације. Ова сезоналност митарења је највише очувана код арктичких раса паса који се лињају два пута годишње, док се већина других раса лиња једном годишње.                     |
| Змије               | Кожа            | Редовно, када стара кожа прерасте.         | Змије се трљају о грубе површине како би олакшале уклањање осипане коже. |
| Гуштери             | Кожа            | Редовно, када стара кожа прерасте.         | Гуштери, попут змија, трљају се о предмете како би помогли у уклањању ољуштене коже, а затим конзумирају огуљену кожу ради калцијума и других хранљивих материја. |
| Ракови пустињаци    | Егзоскелет      | Редовно, када је карапакс прерастао.       | Копнени ракови пустињаци се закопавају током много недеља док се митаре, а затим конзумирају свој егзоскелет. |
| Водоземци           | Кожа            | Редовно.                                   | Саламандери и жабе редовно мењају кожу, а затим је често једу. |
| Пауколики зглавкари | Егзоскелет      | Редовно, када егзоскелет прерасте.         | Пауколики зглавкари се редовно митаре да би расли, често постају повучени и посте дуге периоде пре митарења. |
| Инсекти             | Егзоскелет      | Редовно у ларви, када егзоскелет прерасте. | Код врста са „потпуном” метаморфозом, коначно митарење трансформише тело, обично од ларве меког тела у репродуктивну, крилату и понекад шарену одраслу јединку. Код водених цветова, крилати субимаго се митари последњи пут на крилату одраслу јединку. |

## Код птица
| Loggerhead shrike moulting.                                         | Loggerhead shrike with normal plumage. |
| Шумски цврчак усред митарења (лево) и са регуларним перјем (десно). |                                        |

Код птица, митарење је периодична замена перја одбацивањем старог перја док се ствара ново. Перје су мртве структуре у зрелости које се постепено изједају и треба их заменити. Одрасле птице се митаре најмање једном годишње, иако се многе митаре два пута, неке и три пута сваке године. То је генерално спор процес јер птице ретко одбацују све своје перје у било ком тренутку; птица мора задржати довољно перја да регулише температуру тела и одбија влагу. Број и површина перја које се осипа варира. У неким периодима митарења, птица може да обнови само перје на глави и телу, одбацујући перје са крила и репа током каснијег периода митарења. Неке врсте птица губе способност лета током годишњег „лињања крила“ и морају да траже заштићено станиште са поузданим снабдевањем храном за то време. Док перје може изгледати танко или неуједначено током митарења, општи облик птице се одржава упркос губитку очигледно много перја; ћелаве пеге су обично знаци неповезаних болести, као што су тешке повреде, паразити, кљуцање перја (посебно код комерцијалне живине) или (код птица кућних љубимаца) чупање перја. Неке птице ће испустити перје, посебно репно перје, у ономе што се назива „престрашено митарење“.
Процес митарења код птица је следећи: прво, птица почиње да одбацује старо перје, а затим израста перје које замењује старо перје. Како игличасто перје постаје пуно перје, остало перје се осипа. Ово је цикличан процес који се одвија у више фаза. Обично је симетричан, са једнаким губитком перја на свакој страни тела. Пошто перје чини 4–12% телесне тежине птице, потребна је велика количина енергије да се замени. Из тог разлога, митарење се често дешава одмах након сезоне парења, али док је хране још у изобиљу. Перје које се производи током овог времена назива се постбрачно перје. Предбрачно митарење се дешава код птица црвеногуших удовица где мужјаци замењују своје нерасплодно перје расплодним перјем. Сматра се да велике птице могу иницирати митарење јако оштећеног перја.
Одређивање процеса кроз који птице пролазе током митарења може бити корисно у разумевању стратегија за узгој, миграцију и исхрану. Једна неинвазивна метода проучавања митарења код птица је коришћење теренске фотографије. Еволуционе и еколошке силе које доводе до митарења могу се такође истражити коришћењем интринзичних маркера као што је анализа стабилног изотопа водоника (δ2H). Код неких тропских птица, као што је обични булбул, сезоналност размножавања је слаба на нивоу популације, уместо тога митарење може показати високу сезоналност код јединки које су вероватно под јаком селекцијом како би се митарење ускладило са вршним условима животне средине.

### Принудно митарење
У неким земљама, јата комерцијалних кокошака носилица се присилно лињају да би се ојачало ношење јаја. Ово обично укључује потпуно повлачење њихове хране, а понекад и воде на 7–14 дана или до 28 дана под експерименталним условима, што вероватно одражава стандардну пољопривредну праксу у неким земљама. Ово узрокује губитак телесне тежине од 25 до 35%, што стимулише кокош да изгуби перје, али такође подстиче производњу јаја. Нека јата могу бити присилно митарена неколико пута. У 2003. години, више од 75% свих јата је било присилно митарено у САД. Друге методе изазивања митарења укључују исхрану мале густине (нпр. комина грожђа, брашно од семена памука, брашно од луцерке) или дијетарне манипулације да би се створила неравнотежа одређеног(их) хранљивих састојака. Најважнији међу њима укључује манипулацију минералима укључујући натријум (Na), калцијум (Ca), јод (I) и цинк (Zn), уз пун или делимично смањен унос исхраном.